# Campylocheta crassiseta
Campylocheta crassiseta là một loài ruồi trong họ Tachinidae.